# Cryphia wiltshirei
Cryphia wiltshirei är en fjärilsart som beskrevs av Charles Boursin 1954. Cryphia wiltshirei ingår i släktet Cryphia och familjen nattflyn. Inga underarter finns listade i Catalogue of Life.